# Bräundlstein
Der Bräundlstein ist ein großer erratischer Block (Findling) aus Glimmerschiefer in der Gemeinde Babensham, Landkreis Rosenheim.
Er hat eine Größe von etwa 4,50 × 4,50 × 3,50 m, war früher aber noch größer, bis er im 19. Jahrhundert als Material zum Hausbau freigegeben wurde.
Der Name des Findlings bedeutet möglicherweise „Brundhildenstein“ und ist seit mindestens 1844 bekannt.

## Sagen
Um den Bräundlstein gibt es mehrere Sagen:
Die bekannteste davon erzählt von einer Stalldirn, die beim Hüten ihrer Kühe am Stein vorbeikam. Auf diesem soll der Teufel gesessen sein, der sie zwang, Pferdemist in ihre Taschen zu stecken. Nachdem das Mädchen nach Hause gerannt war, verwandelte sich der Mist in pures Gold, der sie zwar reich machte, ihr aber nur Unglück brachte.
Man kann heute noch einige Mulden erkennen, in denen der Pferdemist gelegen sein soll, außerdem war früher eine Rinne im Stein, die der heiße Schwanz des Teufels der Sage nach in den Stein gebrannt haben soll. Diese ist aber heute nicht mehr zu sehen.

## Geotop
Der Findling ist vom Bayerischen Landesamt für Umwelt als bedeutendes Geotop (Geotop-Nummer: 187R006) ausgewiesen.